# Rebecca Shorten
Rebecca Shorten (Belfast, 25 de noviembre de 1993) es una deportista británica que compite en remo.
Participó en dos Juegos Olímpicos de Verano, obteniendo una medalla de plata en París 2024, en la prueba de cuatro sin timonel, y el cuarto lugar en Tokio 2020, en la misma prueba.
Ganó dos medallas en el Campeonato Mundial de Remo, en los años 2022 y 2023, y siete medallas en el Campeonato Europeo de Remo entre los años 2018 y 2024.

## Palmarés internacional
| Juegos Olímpicos   | Juegos Olímpicos         | Juegos Olímpicos  | Juegos Olímpicos   |
| Año                | Lugar                    | Medalla           | Prueba             |
| ------------------ | ------------------------ | ----------------- | ------------------ |
| 2024               | París (Francia)          | Medalla de plata  | Cuatro sin timonel |
| Campeonato Mundial |                          |                   |                    |
| Año                | Lugar                    | Medalla           | Prueba             |
| 2022               | Račice (República Checa) | Medalla de oro    | Cuatro sin timonel |
| 2023               | Belgrado (Serbia)        | Medalla de bronce | Cuatro sin timonel |
| Campeonato Europeo |                          |                   |                    |
| Año                | Lugar                    | Medalla           | Prueba             |
| 2018               | Glasgow (Reino Unido)    | Medalla de plata  | Ocho con timonel   |
| 2019               | Lucerna (Suiza)          | Medalla de plata  | Ocho con timonel   |
| 2021               | Varese (Italia)          | Medalla de bronce | Cuatro sin timonel |
| 2022               | Múnich (Alemania)        | Medalla de oro    | Cuatro sin timonel |
| 2022               | Múnich (Alemania)        | Medalla de plata  | Ocho con timonel   |
| 2023               | Bled (Eslovenia)         | Medalla de plata  | Cuatro sin timonel |
| 2024               | Szeged (Hungría)         | Medalla de oro    | Cuatro sin timonel |